# Gmina Brąszewice
Brąszewice (deutsch Braszewice, 1943–1945 Brackenfeld) ist ein Dorf und Sitz der gleichnamigen Gemeinde im Powiat Sieradzki der Woiwodschaft Łódź, Polen.

## Gemeinde
Zur Landgemeinde Brąszewice gehören 20 Ortsteile mit einem Schulzenamt:
| Błota Brąszewice I Brąszewice II Bukowiec Chajew Chajew-Kolonia Czartoria | Gałki Godynice Kamieniki Kosatka Przedłęcze Sokolenie Starce | Szczesie Trzcinka Wiertelaki Wojtyszki Wólka Klonowska Zadębieniec |

Eine weitere Ortschaft der Gemeinde ist
| Budy Bugaj Bukowskie Ciągnisze Ciołki Ciupki Grabostaw Karsznie Kurek Kurpie Lipka | Lisy Łyszczarze Narty Orły Pasie Pędziwiatry Pipie Pluty Podawacz Pokrzywniaki Przerycie | Salamony Sowizdrzały Szymaszki Tomczyki Wiry Zagóra Zagórcze Złote Zwierzyniec Żarnów Żuraw |